# Palo Alto
Palo Alto (árvore "El Palo Alto") é uma cidade localizada no estado americano da Califórnia, no condado de Santa Clara. Foi fundada em 1769 e incorporada em 23 de abril de 1894.
A cidade é a sede da Escola de Palo Alto e contém porções da Universidade de Stanford, além de algumas empresas de alta tecnologia do vale do silício.

## Etimologia
Foi nomeada devido a uma árvore comumente encontrada na região, chamada "El Palo Alto".

## História
Os primeiros registros históricos remontam à 1769, quando Gaspar de Portolá notou um assentamento indígena na região.
A cidade foi nomeada em função de uma árvore muito alta que existia nas margens do córrego São Francisquito. Ainda hoje, é possível encontrar metade dessa árvore em Palo Alto - a outra metade foi destruída quando o córrego inundou. Perto da árvore uma placa conta uma história de 1769 em 63 homens e 200 cavalos, em uma expedição de San Diego até Monterrey que acabou errando o caminho e indo parar na Baía de São Francisco. Como a baía era muito larga para atravessar, decidiram dar a volta perto da "el palo alto".
Por volta de 1835 um fazendeiro chamado Rafael Soto e sua família se assentaram perto do córrego São Francisquito, vendendo suplementos aos viajantes. Com o tempo, outras fazendas foram surgindo no local e em 1855 surgiu o vilarejo de Mayfield.
Em 1886, Leland Stanford foi morar na região com o intuito de criar uma universidade e uma estação de trem perto do centro de Mayfield, mas sua exigência era de que o consumo de bebidas alcoólicas fosse proibido. Como o distrito de Mayfield rejeitou a proposta, Stanford criou o vilarejo de Palo Alto, originalmente chamado de University Park.
Em 1925, as duas comunidades se uniram e deram origem a atual cidade de Palo Alto, com suas duas divisões principais: uma ao longo da avenida da universidade e outra ao longo da California Avenue.
Em 5 de outubro de  2011, nesta cidade, morre o criador da Apple, Steve Jobs, em decorrência de um câncer no Pâncreas.

## Geografia
De acordo com o United States Census Bureau, a cidade tem uma área de 66,8 km², onde 61,8 km² estão cobertos por terra e 4,9 km² por água.

## Demografia
Segundo o censo nacional de 2020, a sua população é de 68 572 habitantes e sua densidade populacional é de 1 041,30 hab/km². Possui 28 216 residências, que resulta em uma densidade de 456,21 residências/km².

## Personalidades
- Eric Allin Cornell (1961), Prémio Nobel de Física de 2001;
- Dave Franco (ator).
- Mark Zuckerberg (criador do  Facebook)